# Saint-Martin-du-Clocher
Saint-Martin-du-Clocher és un municipi francès situat al departament del Charente i a la regió de la Nova Aquitània. L'any 2007 tenia 133 habitants.

## Demografia

### Població
El 2007 la població de fet de Saint-Martin-du-Clocher era de 133 persones. Hi havia 60 famílies de les quals 16 eren unipersonals (4 homes vivint sols i 12 dones vivint soles), 16 parelles sense fills, 16 parelles amb fills i 12 famílies monoparentals amb fills.
La població ha evolucionat segons el següent gràfic:
Habitants censats

### Habitatges
El 2007 hi havia 74 habitatges, 59 eren l'habitatge principal de la família, 10 eren segones residències i 4 estaven desocupats. Tots els 74 habitatges eren cases. Dels 59 habitatges principals, 53 estaven ocupats pels seus propietaris, 5 estaven llogats i ocupats pels llogaters i 1 estava cedit a títol gratuït; 2 tenien dues cambres, 8 en tenien tres, 15 en tenien quatre i 34 en tenien cinc o més. 52 habitatges disposaven pel capbaix d'una plaça de pàrquing. A 32 habitatges hi havia un automòbil i a 22 n'hi havia dos o més.

### Piràmide de població
La piràmide de població per edats i sexe el 2009 era:
| Homes | Edats   | Dones |
| ----- | ------- | ----- |
| 0     | 95 o +  | 0     |
| 0     | 90 a 94 | 0     |
| 0     | 85 a 89 | 0     |
| 0     | 80 a 84 | 0     |
| 8     | 75 a 79 | 8     |
| 8     | 70 a 74 | 8     |
| 4     | 65 a 69 | 4     |
| 0     | 60 a 64 | 0     |
| 0     | 55 a 59 | 0     |
| 0     | 50 a 54 | 0     |
| 4     | 45 a 49 | 4     |
| 12    | 40 a 44 | 4     |
| 0     | 35 a 39 | 12    |
| 0     | 30 a 34 | 0     |
| 4     | 25 a 29 | 0     |
| 8     | 20 a 24 | 8     |
| 8     | 15 a 19 | 8     |
| 4     | 10 a 14 | 8     |
| 4     | 5 a 9   | 0     |
| 0     | 0 a 4   | 0     |

## Economia
El 2007 la població en edat de treballar era de 85 persones, 63 eren actives i 22 eren inactives. De les 63 persones actives 56 estaven ocupades (33 homes i 23 dones) i 7 estaven aturades (4 homes i 3 dones). De les 22 persones inactives 11 estaven jubilades, 7 estaven estudiant i 4 estaven classificades com a «altres inactius».

### Ingressos
El 2009 a Saint-Martin-du-Clocher hi havia 59 unitats fiscals que integraven 125 persones, la mediana anual d'ingressos fiscals per persona era de 12.670 €.

### Activitats econòmiques
Dels 6 establiments que hi havia el 2007, 3 eren d'empreses de construcció, 2 d'empreses de comerç i reparació d'automòbils i 1 d'una empresa classificada com a «altres activitats de serveis».
Dels 3 establiments de servei als particulars que hi havia el 2009, 1 era un paleta, 1 fusteria i 1 lampisteria.
L'any 2000 a Saint-Martin-du-Clocher hi havia 11 explotacions agrícoles que ocupaven un total de 392 hectàrees.

## Poblacions més properes
El següent diagrama mostra les poblacions més properes.